# Príncipe Chunk
Príncipe Chunk (também conhecida como Capitão Chunk, nascido em 1998 - 21 de novembro de 2010) foi um gato doméstico, que chegou a pesar 44 libras (ficando na segunda colocação como o maior gato do mundo). Ele foi encontrado em Voorhees, em Nova Jersey, em 26 de julho de 2008, pelo Controle Animal, que o apelidaram de "Capitão Chunk". Depois de uma busca por seu proprietário, verificou-se que seu nome era pó e que ele foi abandonado por Oklatner, uma moradora de Voorhees. Oklatner alegou que ela não tinha condições de cuidar do gato quando ela perdeu sua casa.
Ele foi adotado mais tarde no abrigo animal do Condado de Camden, em Nova Jersey por Donna Damiani, e em agosto de 2008 o seu peso já era para 22 libras.
De acordo com o Guinness World Records, o maior gato já registrado, tinha 46 libras. Desde então, as editoras deixaram cair a categoria para evitar possíveis riscos para a saúde dos gatos.
Ele fez aparições na televisão, como no Live with Regis and Kelly, Good Morning America, da Fox News e MSNBC. Um jornal informou que "os funcionários do abrigo disseram que estavam perplexos com a discrepância", depois da família de Damiani descobrir que o gato pesava pouco mais de 22 libras, "dias depois" de recebê-lo.
Chunk morreu em 21 de novembro de 2010, devido a doenças cardíacas.